# Ivano Baldanzeddu
Ivano Baldanzeddu (Tempio Pausania, 11 aprile 1986) è un ex calciatore italiano, di ruolo difensore.

## Carriera

### Club
Cresciuto con i sardi del Calangianus, società giovanile del suo paese di provenienza, viene notato dall'Empoli che lo porta nelle sue giovanili. Dopo una stagione in prestito alla Massese in Serie C1, torna alla base empolese dove debutta in Serie A totalizzando due presenze in massima serie. In seguito, dopo una presenza in Serie B con l'Avellino, scende in Serie C1 con l'Ancona e poi con il Foligno. Nel 2009 passa alla Lucchese in Seconda Divisione dove contribuisce alla promozione in Prima Divisione e rimane per un anno anche in tale categoria. Rimasto svincolato dopo il fallimento della società toscana, nell'estate 2011 passa alla Juve Stabia in Serie B, disputando una stagione da titolare. Per la stagione 2012-2013 veste ancora la maglia delle vespe di Castellammare di Stabia.
L'11 luglio 2013, scaduto il contratto con i campani, viene acquistato dal Verona che lo cede, in compartecipazione, allo Spezia. Al termine della stagione l'accordo di partecipazione viene risolto in favore della società ligure.
Il 30 luglio 2014 viene riacquistato dal Verona e il giorno dopo viene ceduto in prestito alla neopromossa Entella.
Il 13 settembre, nel corso della terza giornata del campionato cadetto, in seguito a un fallo di Valerio Di Cesare, riporta una lesione multiligamentosa del ginocchio destro (crociato anteriore, crociato posteriore, collaterale interno); la prognosi dell'intervento è di 12 mesi.
Il 19 marzo 2015, a distanza di 6 mesi dall'intervento, torna ad allenarsi a parte sul campo dello Stadio Comunale di Chiavari.
Nel frattempo il difensore sardo si tatua il disegno di una pipa sul ginocchio destro con incise le iniziali del chirurgo ortopedico che l'ha operato (Prof. Pier Paolo Mariani) e dei terapisti della Clinica Villa Stuart di Roma che lo hanno seguito nella fase di riabilitazione (Federico, Emanuele, Giorgio).
Torna in campo, a distanza di quasi otto mesi dall'infortunio, il 3 maggio con la Primavera contro lo Spezia giocando 80 minuti.
Tornato tra i convocati per le ultime partite di campionato, non giocherà più neanche un minuto non riuscendo ad evitare la retrocessione dell'Entella dopo aver perso i play-out contro il Modena.
Dopo essere tornato al Verona per fine prestito, il 31 agosto 2015 rescinde il contratto con la società veronese.
Il 21 settembre successivo firma un contratto annuale con il Latina collezionando 13 presenze in tutto.
Il 9 giugno 2016, in scadenza di contratto, firma un contratto biennale con il Venezia, club neopromosso in Lega Pro.
Il 17 gennaio 2017 viene ceduto in prestito al Catania.
Il 30 agosto rescinde l'accordo che lo legava al club veneto e il 20 ottobre viene tesserato dal Gavorrano, salvo poi decidere, tre giorni dopo, di non accettare l'offerta della squadra maremmana. Il 27 ottobre si lega all'Arzachena.

## Statistiche

### Presenze e reti nei club
| Stagione           | Squadra            | Campionato         | Campionato | Campionato | Coppe nazionali | Coppe nazionali | Coppe nazionali | Coppe continentali | Coppe continentali | Coppe continentali | Altre coppe | Altre coppe | Altre coppe | Totale | Totale |
| Stagione           | Squadra            | Comp               | Pres       | Reti       | Comp            | Pres            | Reti            | Comp               | Pres               | Reti               | Comp        | Pres        | Reti        | Pres   | Reti   |
| ------------------ | ------------------ | ------------------ | ---------- | ---------- | --------------- | --------------- | --------------- | ------------------ | ------------------ | ------------------ | ----------- | ----------- | ----------- | ------ | ------ |
| 2005-2006          | Massese            | C1                 | 21+2       | 0          | CI+CI-C         | 1+2             | 0               | -                  | -                  | -                  | -           | -           | -           | 26     | 0      |
| 2006-2007          | Empoli             | A                  | 2          | 0          | CI              | 3               | 0               | -                  | -                  | -                  | -           | -           | -           | 5      | 0      |
| 2007-gen. 2008     | Avellino           | B                  | 1          | 0          | CI              | 0               | 0               | -                  | -                  | -                  | -           | -           | -           | 1      | 0      |
| gen.-giu. 2008     | Ancona             | C1                 | 10         | 0          | CI-C            | -               | -               | -                  | -                  | -                  | -           | -           | -           | 10     | 0      |
| 2008-2009          | Foligno            | 1D                 | 23+1       | 1          | CI+CI-LP        | 2+0             | 0               | -                  | -                  | -                  | -           | -           | -           | 26     | 1      |
| 2009-2010          | Lucchese           | 2D                 | 26         | 0          | CI-LP           | 1               | 0               | -                  | -                  | -                  | SL-SD       | 1           | 0           | 28     | 0      |
| 2010-2011          | Lucchese           | 1D                 | 26         | 0          | CI-LP           | 1               | 0               | -                  | -                  | -                  | -           | -           | -           | 27     | 0      |
| Totale Lucchese    | Totale Lucchese    | Totale Lucchese    | 52         | 0          |                 | 2               | 0               |                    | -                  | -                  |             | 1           | 0           | 55     | 0      |
| 2011-2012          | Juve Stabia        | B                  | 36         | 0          | CI              | 1               | 0               | -                  | -                  | -                  | -           | -           | -           | 37     | 0      |
| 2012-2013          | Juve Stabia        | B                  | 34         | 0          | CI              | 3               | 0               | -                  | -                  | -                  | -           | -           | -           | 37     | 0      |
| Totale Juve Stabia | Totale Juve Stabia | Totale Juve Stabia | 70         | 0          |                 | 4               | 0               |                    | -                  | -                  |             | -           | -           | 74     | 0      |
| 2013-2014          | Spezia             | B                  | 27         | 0          | CI              | 1               | 0               | -                  | -                  | -                  | -           | -           | -           | 28     | 0      |
| 2014-2015          | Virtus Entella     | B                  | 3          | 0          | CI              | 2               | 0               | -                  | -                  | -                  | -           | -           | -           | 5      | 0      |
| 2015-2016          | Latina             | B                  | 13         | 0          | CI              | 0               | 0               | -                  | -                  | -                  | -           | -           | -           | 13     | 0      |
| 2016-gen. 2017     | Venezia            | LP                 | 9          | 1          | CI-LP           | 2               | 0               | -                  | -                  | -                  | -           | -           | -           | 11     | 1      |
| gen.-giu. 2017     | Catania            | LP                 | 4          | 0          | CI-LP           | -               | -               | -                  | -                  | -                  | -           | -           | -           | 4      | 0      |
| ott. 2017-2018     | Arzachena          | C                  | 10         | 0          | CI-C            | -               | -               | -                  | -                  | -                  | -           | -           | -           | 10     | 0      |
| Totale carriera    | Totale carriera    | Totale carriera    | 245+3      | 2          |                 | 19              | 0               |                    | -                  | -                  |             | 1           | 0           | 268    | 2      |

## Palmarès

### Club

#### Competizioni nazionali
- Lega Pro Seconda Divisione: 1

Lucchese: 2009-2010 (Girone B)
- Supercoppa di Lega di Seconda Divisione: 1

Lucchese: 2010